# Mercedes-Benz MB 100
Le Mercedes-Benz MB 100 est un petit utilitaire créé par DKW et vendu dans toute l'Europe de 1987 à 1995. Ce véhicule a connu divers développements jusqu'en 1992, date à laquelle le Vito a pris la relève. La première version de ce véhicule était équipée d'un moteur deux-temps, spécialité de DKW.
Il a été décliné en plusieurs versions : fourgon, plateau, châssis-cabine, minibus.
Le véhicule a été produit dans l'usine IMOSA de Vitoria en Espagne. Après la faillite de DKW, la société IMOSA et ses ateliers situés à Vitoria, en Espagne ont été rachetés par Mercedes-Benz en 1980.